# Mälarpriset
Mälarpriset är ett årligt travlopp för 3-åriga och äldre varmblod som körs på Sundbyholms travbana utanför Eskilstuna varje år under våren. I samband med 2019 års upplaga var förstapris i loppet 400 000 kronor.
Flera stjärnhästar som On Track Piraten (2017, 2018), Digital Ink (2015), Solvato (2014), Torvald Palema (2009), Scarlet Knight (2002), Remington Crown (1998), Legolas (1984), Kentucky Fibber (1969) och Xanthe (1966) har vunnit loppet.

## Vinnare
| År   | Häst              | Kusk               | Tränare            | Tid    | Distans |
| ---- | ----------------- | ------------------ | ------------------ | ------ | ------- |
| 2024 | Mellby Jinx       | Erik Adielsson     | Daniel Wäjersten   | 1.11,5 | 2140 m  |
| 2023 | Admiral As        | Örjan Kihlström    | Daniel Redén       | 1.11,9 | 2640 m  |
| 2022 | Certainly         | Markus B. Svedberg | Markus B. Svedberg | 1.14,1 | 3140 m  |
| 2021 | Hawk Cliff        | Mika Forss         | Timo Nurmos        | 1.13,5 | 2140 m  |
| 2020 | Disco Volante     | Ulf Ohlsson        | Stefan Melander    | 1.10,6 | 1640 m  |
| 2019 | Explosive Merlot  | Per Lennartsson    | Robert Bergh       | 1.13,2 | 3140 m  |
| 2018 | On Track Piraten  | Hans R. Strömberg  | Hans R. Strömberg  | 1.13,8 | 2640 m  |
| 2017 | On Track Piraten  | Johnny Takter      | Hans R. Strömberg  | 1.14,2 | 2640 m  |
| 2016 | Knows Nothing     | Ulf Ohlsson        | Reijo Liljendahl   | 1.10,1 | 1640 m  |
| 2015 | Digital Ink       | Örjan Kihlström    | Stefan Melander    | 1.12,6 | 2640 m  |
| 2014 | Solvato           | Veijo Heiskanen    | Veijo Heiskanen    | 1.11,3 | 2140 m  |
| 2013 | Deuxieme Picsous  | Johan Untersteiner | Johan Lejon        | 1.12,0 | 2140 m  |
| 2012 | Clear Sign        | Åke Svanstedt      | Åke Svanstedt      | 1.12,5 | 2140 m  |
| 2011 | Wellino Boko      | Erik Adielsson     | Stig H. Johansson  | 1.13,5 | 2140 m  |
| 2010 | Dust All Over     | Thomas Uhrberg     | Roger Walmann      | 1.11,4 | 2140 m  |
| 2009 | Torvald Palema    | Åke Svanstedt      | Åke Svanstedt      | 1.11,9 | 2140 m  |
| 2008 | Adams Hall        | Johnny Takter      | Åke Svanstedt      | 1.12,3 | 2140 m  |
| 2007 | Colombian Necktie | Thomas Uhrberg     | Roger Walmann      | 1.11,6 | 1640 m  |
| 2006 | Order By Fax      | Per Lennartsson    | Per Lennartsson    | 1.13,7 | 2140 m  |
| 2005 | General du Lupin  | Örjan Kihlström    | Stefan Hultman     | 1.15,6 | 2640 m  |
| 2004 | Infant du Bossis  | Örjan Kihlström    | Stefan Melander    | 1.13,5 | 2140 m  |
| 2003 | Dream Shogun      | Örjan Kihlström    | Roger Walmann      | 1.13,0 | 2640 m  |
| 2002 | Scarlet Knight    | Stefan Melander    | Stefan Melander    | 1.13,1 | 2640 m  |